# Cyanea postelsi
Cyanea postelsi är en manetart som beskrevs av Brandt 1838. Cyanea postelsi ingår i släktet Cyanea och familjen Cyaneidae. Inga underarter finns listade i Catalogue of Life.